# Toxorhina (Toxorhina) occlusa
Toxorhina (Toxorhina) occlusa is een tweevleugelige uit de familie steltmuggen (Limoniidae). De soort komt voor in het Oriëntaals gebied.